# Elif Güneri
Elif Güneri (* 9. Oktober 1987 in Karabük) ist eine türkische Boxerin.

## Bildungsweg und Karriere
Elif Güneri besuchte Grund- und Mittelschule und anschließend das Berufsfachgymnasium in ihrer Heimatstadt. Seit der Grundschule spielte sie Volleyball. Sie absolvierte ein Sportlehrerstudium an den Sakarya Üniversitesi und Kastamonu Üniversitesi und unterrichtet Sport an einer Mittelschule in Zonguldak. Elif Güneri ist rund 1,83 m groß und begann 2005 mit dem Boxsport. 

### Kontinentale Meisterschaften
Bei EU-Meisterschaften gewann sie 2010 und 2011 jeweils eine Bronzemedaille, nachdem sie 2009 noch im Viertelfinale ausgeschieden war. Bei den Europameisterschaften 2009 und 2011 schied sie vor dem Erreichen der Medaillenränge aus.
2016 gewann sie die Goldmedaille bei den Europameisterschaften in Bulgarien und 2017 ebenfalls die Goldmedaille bei den EU-Meisterschaften in Italien.
2018 wurde sie in Bulgarien Vize-Europameisterin und gewann 2019 in Spanien erneut die Europameisterschaften. Darüber hinaus gewann sie 2019 auch noch die Balkanmeisterschaften.

### Weltmeisterschaften
Bei den Weltmeisterschaften 2012 schied sie noch in der Vorrunde aus, gewann jedoch anschließend 2014 in Südkorea, 2016 in Kasachstan und 2018 in Indien jeweils eine WM-Bronzemedaille.
Ihren bis dahin größten Erfolg erzielte sie 2019 in Russland, als sie nach Finalniederlage gegen Senfira Magomedalijewa den Vize-Weltmeistertitel erkämpfte.